# وزير البلديات
وزير البلديات هو الوزير المختص بإدارة جميع فروع البلديات في شتى المدن. البلد الذي يتولى فيه هذه الوزارة والبلدية أو تسمى في بعض الدول وزارة الشؤون البلدية. وتهتم بجميع الشؤون البلدية مثل متابعة التراخيص البلدية والصحية للمنشئات التجارية والسكنية وتهتم بتزيين وتشجير الشوارع وترصيف الشوارع ومراقبة جميع الأمور التي تتعلق بها مثل متابعة واستقبال الشكاوى من المستهلكين ضد المطاعم التي ترتكب انتاهاكات في إعداد أطعمتها مما يؤدي إلى تسمم أو تلوث.